# The Magic City
The Magic City ist ein Jazzalbum von Sun Ra and His Arkestra. Die um den 24. September 1965 bei Proben in New York City bzw. im Frühjahr 1965 in Olatunjis Loft in New York City entstandenen Aufnahmen erschienen 1966 auf Saturn Research. Eine durchgängige, allerdings nachbearbeitete Stereo-Version wurde 1973 bei Impulse! veröffentlicht, eine CD 1993 bei Evidence Music. Am 14. Juli 2017 wurde das Album in erweiterter Form auf Cosmic Myth Records auch als Download wiederveröffentlicht.

## Hintergrund
The Magic City besteht aus vier Free-Jazz-Kompositionen: dem eine LP-Seite langen Titeltrack des Albums sowie „The Shadow World“, „Abstract Eye“ und „Abstract I“ – zwei Varianten eines Stücks. Diese sind im Wesentlichen live aufgenommene Ensembleimprovisationen. Jede Richtung von Ra, die beispielsweise die Reihenfolge der Solisten angibt, wurde entweder durch sein Spiel oder mit Handzeichen gegeben. Wie auf Cosmic Tones for Mental Therapy gibt es auch Hinweise auf Bandbearbeitung; Schlagzeuger und Tonmeister Tommy Hunter war wieder einmal im Einsatz, um den Nachhall zu regeln, wenn auch diesmal mit leichterem Touch.
„The Magic City“, auf die Sun Ra sich bezieht, war sein Geburtsort – Birmingham (Alabama). Der Begriff war das Motto der Stadt, das auf einer Werbetafel am Bahnhof in der Nähe von Sunny Blounts Elternhaus prangte und das explosive Wachstum der Stadt als industrielles Zentrum des Südens nach der Entdeckung von Eisenerz-, Kohle- und Kalksteinvorkommen widerspiegeln sollte. „Birmingham war ein Ort, gegenüber dem Sun Ra ambivalent war: ein Außenposten der Rassentrennung mit düsteren, von Schornsteinen überzogenen Landschaften, und dennoch eine Stadt, für die er eine gewisse Wehmut und Zuneigung empfand“, so der Produzent Irwin Chusid.
„The Magic City“ wurde nie im Konzert aufgeführt; der Saxophonist John Gilmore sagte, es sei „nicht reproduzierbar, ein Klangteppich“. Obwohl kürzer als das Hauptwerk von Seite A der Original-LP, spiegeln die drei Stücke auf der B-Seite der LP den gleichen improvisatorischen Ansatz, die gleiche Räumlichkeit und den gleichen Mangel an Struktur wider. Ein Session-Outtake, „Other Worlds“, eine alternative Version von „Shadow World“, ist als Bonustrack auf der Neuausgabe des Albums enthalten. Ebenfalls enthalten sind die letzten 90 Sekunden der Mono-Version, die in der Stereo-Version ausgelassen worden war.

## Editionsgeschichte
Die Saturn-Pressungen der ersten Ausgaben von The Magic City waren monophon. Das Album wurde 1993 von Evidence auf CD neu aufgelegt, mit dem Titeltrack in Mono und den Tracks der B-Seite der LP in Stereo. Nach 1969 war eine vollständige Stereoversion auf Sun Ra's Thoth-Tochterlabel herausgegeben worden; Es litt jedoch unter einem technischen Fehler, der viele Kopien der LP daran hinderte, den ersten Schnitt auf Seite B sauber zu verfolgen. Eine LP-Neuauflage von 1973 auf Impulse! Records enthielt wiederaufbereitetes Stereo und eine minderwertig klingende Bootleg-LP – mit einem schlecht replizierten „Saturn“-Etikett – kursierte in den letzten Jahren. Für die endgültige Neuauflage verwendete Cosmic Myth Records Stereoquellen, die der Thoth-Pressung überlegen sind.
Für die Neuausgabe auf Cosmic Myth Records, einem Unternehmen von Irwin Chusid, Michael D. Anderson und der Virtual Label Group, wurden für die Aufnahmen hauptsächlich Quellbänder aus Andersons Sun Ra Music Archive verwendet, der weltweit führenden Sammlung von Original-Ra-Session-Masterbändern. Die Reihe wird von Irwin Chusid koproduziert und betreut.

## Titelliste
- Sun Ra and His Arkestra: The Magic City (Saturn Research LPB 711)[4]

1. The Magic City 27:22
2. The Shadow World 10:55
3. Abstract Eye 2:51
4. Abstract "I" 4:08

- Sun Ra and His Arkestra: The Magic City (Cosmic Myth Records)

1. The Magic City 26:27
2. The Shadow World 10:36
3. Abstract Eye (a.k.a. Cosmic Eye) 2:44
4. Abstract "I" 4:05
5. Other Worlds (alternate) 5:03
6. The Magic City (mono version ending) 1:38

Die Kompositionen stammen von Sun Ra.

## Rezeption
Lindsay Planer verlieh dem Album in Allmusic vier Sterne und schrieb, die Grenzen von Sun Ra's selbsternanntem Space Jazz hätten sich Mitte der 1960er Jahre verändert, und The Magic City sei eine akustische Momentaufnahme dieses metamorphischen Prozesses. Viele Enthusiasten und Musikwissenschafter würden dies als eine der definitivsten Studioaufnahmen von Sun Ra betrachten.
Die Wiederveröffentlichung des Albums von 2017 erhielt einhelliges Lob der Jazzkritik; „Für mich ist The Magic City die wichtigste Aufnahme, die Sun Ra je veröffentlicht hat: so viele beispiellose Ideen, die in einem Album enthüllt wurden“, meinte Christopher Trent, Co-Autor von Earthly Recordings of Sun Ra. „Mit zusätzlichem Material von den Originalbändern, dem bestmöglichen Sound und detaillierter Recherche [versehen], könnte dies die Single-Disc-Neuauflage des Jahres werden“, hieß es in The NYC Jazz Record (Ausgabe Oktober 2017). Robert L. Campbell, Co-Autor von Earthly Recordings of Sun Ra meinte, „Wenn ein Stück als Sun Ras Denkmal gedacht war, dann ist es The Magic City.“
Selbst der freche Begriff „Space Jazz“ kann die Extreme, zu denen Sun Ra seine Kunst Mitte der 1960er Jahre getrieben hatte, nicht umschreiben. In dieser Hinsicht sei The Magic City ein Höhepunkt, meinte Irwin Chusid, Co-Produzent der Neuausgabe von 2017, in den Liner Notes. Das Jahr 1965 sei ein turbulentes Jahr für das Arkestra und seinen Anführer gewesen, und viele würden The Magic City als Brennpunkt dieses Umbruchs betrachten.
The Magic City zählt heute zu den essentiellen Alben von Sun Ras mittlerer Schaffensphase; Richard Cook und Brian Morton halten das Album für „eines der großartigsten der Jazz-Nachkriegsgeschichte“. Sie begründen ihre Auszeichnung (vier Sterne mit zusätzlicher Krone) in ihrem Penguin Guide to Jazz mit der Tatsache, dass das Album in der Periode von Ornette Colemans „Free Jazz“ und John Coltranes „Ascension“ mit diesen Werken auf bemerkenswerte Weise gleichrangig sei.
In All About Jazz zählte Chris May das Album zu Sun Ras zehn besten afroFuturistischen Alben. Der engste Vergleich zu Magic City sei John Coltranes Ascension (Impulse, 1966), der von dem gleichen belebenden Zeitgeist beherrscht sei, so der Autor. Beide Titeltracks seien innerhalb weniger Wochen nacheinander aufgenommen worden, „The Magic City“ am 25. Mai 1965, „Ascension“ am 28. Juni. Sowohl The Magic City als auch Ascension waren erweiterte Werke, die von mittelgroßen Ensembles mit einem Minimum an Regie durch die Bandleader kollektiv improvisiert wurden. Coltrane habe die Solo-Reihenfolge auf „Ascension“ im Voraus festgelegt während der Aufnahme eine Reihe von vorher vereinbarten Eingabeaufforderungen und verwendet, um zu signalisieren, wann ein neues modales Zentrum angenommen werden sollte. Ras Eingabeaufforderungen bei The Magic City seien etwas detaillierter gewesen, wie man es von einem Bandleader erwarten könnte, der es verabscheue, jemals die Zügel vollständig fallen zu lassen; er benutzte sie, um Solisten zu sequenzieren und den Beginn und das Ende von Zwischenspielen in kleinen Gruppen zu signalisieren und einige skizzenhaft arrangierte Themen anzuspielen.